# Botanischer Garten Meise

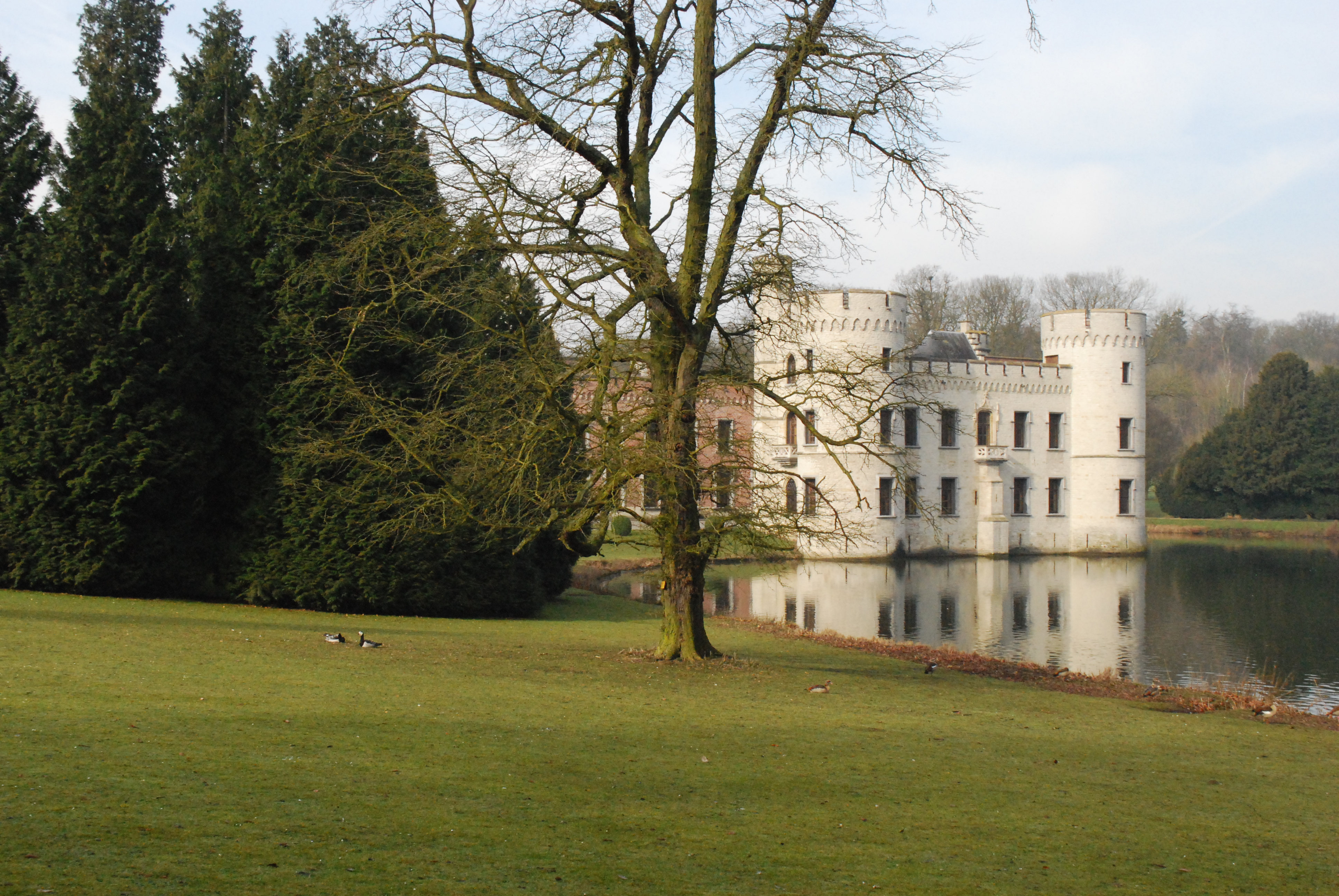
Botanischer Garten Meise mit Schloss Bouchout

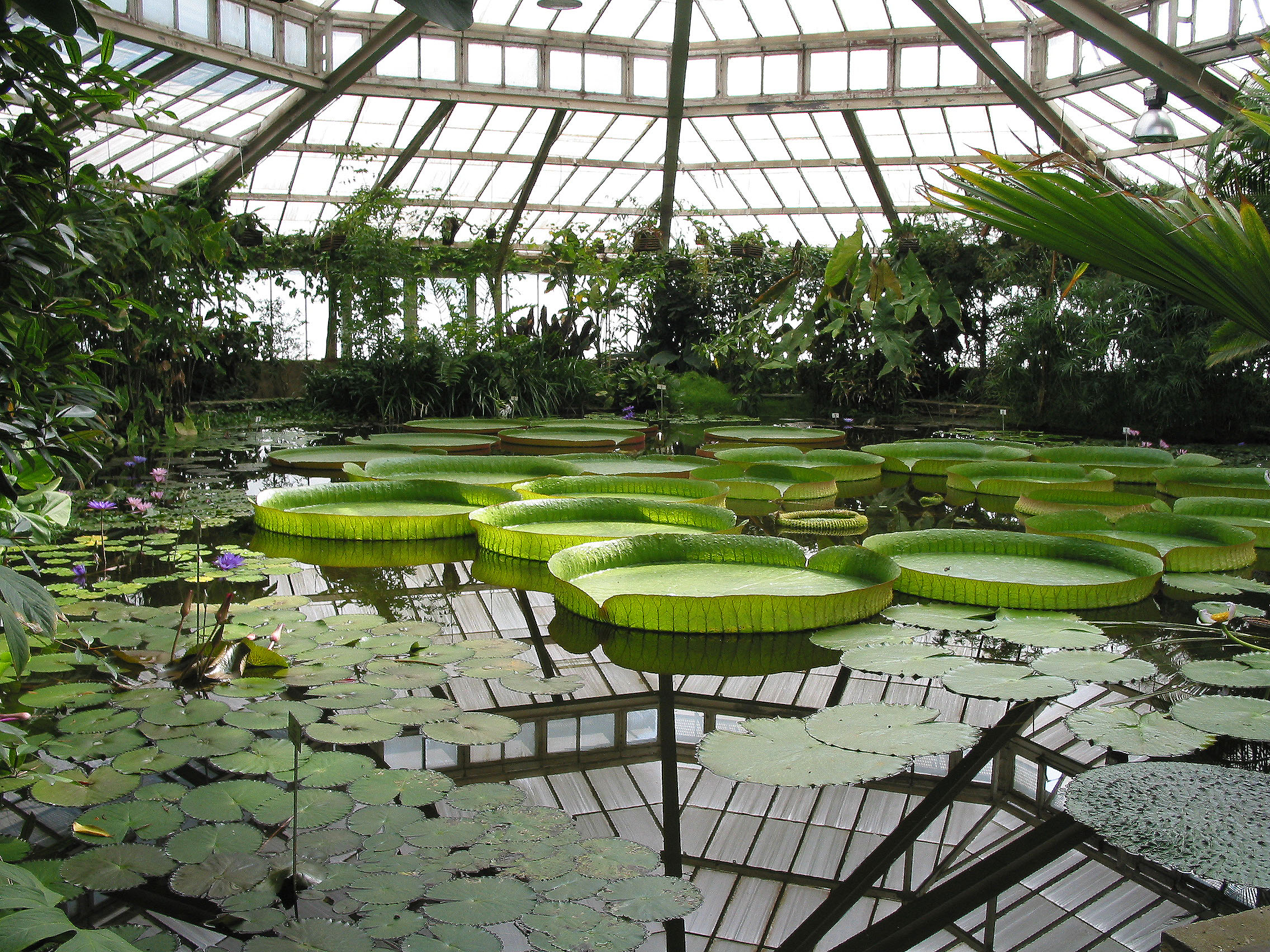
Seerosengewächse im Victoria House, eines der Gewächshäuser des Plant Palace

Der Botanische Garten Meise (niederländisch Plantentuin Meise; französisch Jardin botanique Meise) liegt in Meise in der belgischen Provinz Flämisch-Brabant.

## Geschichte
Nachdem der Platz des alten botanischen Gartens an der Rue Royale durch eine wachsende Sammlung zu eng geworden war, zog der botanische Garten 1939 an den heutigen Standort, nachdem der belgische Staat 1938 das Schloss Bouchout der königlichen Familie abgekauft hatte. Durch den Zweiten Weltkrieg kam der Umzug ins Stocken, wurde nach Kriegsende aber fortgesetzt. Im Jahre 1947 wurde mit dem Bau des Plant Palace begonnen. 1987 wurde ein Anbau für das wachsende Herbarium notwendig.

## Heutige Situation
Das Gelände des Gartens beträgt circa 92 Hektar und beheimatet 18.000 Pflanzenarten. 2014 wechselten die Besitzverhältnisse von der föderalen Ebene an die Flämische Gemeinschaft. Leiter des Gartens ist Steven Dessein.